# A Simple Investigation
"A Simple Investigation" és el dissetè episodi de la cinquena temporada de la sèrie de televisió de ciència-ficció estatunidenca Star Trek: Deep Space Nine, el 115è de tota la sèrie. Originalment es van emetre en redifusió a partir del 31 de març de 1997. L'episodi va ser dirigit per John T. Kretchmer i el guió fou escrit per René Echevarria.
Ambientada al segle XXIV, la sèrie segueix les aventures a Espai Profund 9, una estació espacial situada prop d'un forat de cuc estable entre els Quadrants Alfa i Gamma de la Via Làctia, prop del planeta Bajor, mentre els bajorans es recuperen d'una brutal ocupació de dècades pels imperialistes cardassians. El Quadrant Gamma acull un imperi hostil conegut com el Domini, governat pels Fundadors que canvien de forma. A les temporades mitjanes de la sèrie, la Federació està amenaçada tant per l'Imperi Klíngon com pel Domini. En aquest episodi, Odo s'involucra romànticament amb Arissa mentre l'ajuda a tractar amb el Sindicat d'Orió.
L'actriu Dey Young és l'estrella convidada en el paper de la misteriosa desconeguda Arissa. L'actriu Dey Young és l'estrella convidada en el paper de la misteriosa desconeguda Arissa.

## Argument
A Quark's, Odo coneix una dona preciosa anomenada Arissa i queda impressionat pel seu poder d'observació. Més tard, se sorprèn quan la mateixa dona és arrestada per intentar entrar a l'ordinador de l'estació. Odo la pregunta sobre l'home que esperava a casa de Quark: un idanià anomenat Tauvid Rem. Arissa li diu a Odo que Tauvid té informació sobre la filla que va renunciar fa quinze anys. Odo la porta a les estances de Tauvid, on descobreixen que l'han assassinat.
Poc després, Odo enxampa l'Arissa recuperant un cristall de dades que Tauvid havia amagat. Ella admet a Odo que en realitat no té una filla i li diu que va venir a conèixer Tauvid perquè vol escapar treballant per al Sindicat Orió, una organització criminal notòria. El seu cap, un home anomenat Draim, probablement va fer matar Tauvid per evitar que obtingués la informació desconeguda continguda al cristall.
Odo amaga l'Arissa a les seves estances mentre comença una investigació, mentre que Dax i O'Brien intenten accedir al cristall de dades fortament protegit. L'Arissa explica a l'Odo com va començar a treballar per a Draim, només per voler marxar quan va aprendre les conseqüències mortals que les seves tasques significaven per als altres. L'Odo l'anima a testificar contra Draim i recuperar la seva vida. Aquella nit, torna a les seves estances, on tots dos cedeixen a la creixent atracció mútua.
Després de passar una nit apassionada amb l'Odo, l'Arissa envia un missatge a Draim proposant-li un intercanvi: el cristall per la seva vida. Draim hi està d'acord, però ordena als seus sicaris, Traidy i Sorm, que la matin després de recuperar el cristall. Mentrestant, arriba un oficial idanià, informant a l'Odo que l'Arissa no és qui sembla, sinó que en realitat és una agent idanià a qui se li ha donat una nova identitat per infiltrar-se a l'organització d'en Draim. Ni tan sols l'Arissa ho sap, ja que la seva memòria ha estat esborrada. El cristall conté tots els seus records reals. L'idanià demana que la portin a veure l'Arissa, i l'Odo accedeix ràpidament, només per descobrir que tant la dona com el cristall han desaparegut.
L'Arissa es prepara per donar el cristall a la Traidy a canvi de la seva vida. Però just quan ell i Sorm l'han de matar, Odo i l'idanià salven l'Arissa. Més tard, els seus records i la seva veritable aparença es restauren. Ella i Odo es retroben per última vegada i de manera dolorosa, després de la qual l'Arissa torna a la seva vida de casada, i Odo es queda amb el cor trencat.

## Actors convidats
- Dey Young - Arissa
- John Durbin - Traidy
- Nicholas Worth - Sorm
- Randy Mulkey - Idanià

## Producció
L'estrella convidada Dey Young va aparèixer anteriorment a l'episodi "La societat perfecta" de "Star Trek: La nova generació" i més tard apareixeria a l'episodi "Two Days and Two Nights" de Star Trek: Enterprise. John Durbin va aparèixer anteriorment a l'episodi "Cadena de comandament" de Star Trek: La nova generació com el cardassià Gul Lemec.
Auberjonois va gaudir treballant amb el director John Kretchmer i va apreciar que les escenes fossin relativament llargues per a una hora de televisió episòdica. Va elogiar el seu company de repartiment dient que "Dey Young va ser fantàstica" i va dir a la seva dona que estava enamorat de Young. El guió descrivia l'escena d'amor com Odo transformant-se al voltant d'Arissa i convertint-se en una figura brillant, però l'escena mai es va realitzar. No perquè l'efecte hagués estat massa car, sinó perquè el productor executiu Ira Stephen Behr va dir que "ningú em podia convèncer que seria tan bonic com m'imaginava" i no volia arriscar-se a que semblés horrible.

## Recepció
Tor.com li va donar un 5 sobre 10. Zack Handlen de The A.V. Club va trobar la premissa romàntica de la història convincent, però va dir que estava "obstaculitzada per una estrella convidada tèbia i una història que entén els seus clixés sense abraçar-los prou per transcendir-los". Va pensar que l'episodi hauria funcionat millor en temporades anteriors, però que li faltaven "les implicacions o complexitat més grans que hem arribat a esperar".La revista Cinefantastique li va donar una puntuació de 2,5 sobre 5 i va escriure: "Odo finalment coneix algú que pot reconèixer la persona necessitada i afectuosa sota el seu exterior aspre. Aquesta televisió episòdica, i per descomptat Odo no aconsegueix mantenir aquesta relació, però l'experiència l'ha canviat".